# 12.º Comando Aéreo de Estado Mayor z.b.V.
El 12.° Comando Aéreo de Estado Mayor z.b.V. (Luftgau-Stab z.b.V. 12) unidad militar de la Luftwaffe durante la Segunda Guerra Mundial.

## Historia
Formada en octubre de 1939 en Wiesbaden desde la Campaña de Francia. En junio de 1940 es redesignado Comando Administrativo Aéreo Francia Occidental.

## Comandantes
- Teniente General Hans-Gebhard von Kotze – (30 de octubre de 1939 – 24 de junio de 1940)

## Orden de Batalla
Unidades
- Formación de Aviones/12° Comando Aéreo de Estado Mayor z.b.V. – (octubre de 1939 – junio de 1940)